# 湯山賢一
湯山 賢一（ゆやま けんいち、1945年- ）は、日本の古文書学者。

## 人物・来歴
東京都生まれ。1968年國學院大學文学部卒業。72年同大学院博士課程中途退学。文化庁文化財保護部美術工芸課勤務。主任文化財調査官・京都国立博物館学芸課長・文化庁美術学芸課長・文化財鑑査官等を経て、2005-17年奈良国立博物館館長。神奈川県立金沢文庫文庫長・東大寺ミュージアム館長。日本古文書学会会長を務めた。

## 著書
- 『古文書の研究 料紙論・筆跡論』青史出版, 2017.3

### 共編著
- 『東大寺文書を読む』堀池春峰監修, 綾村宏,永村眞共編. 思文閣出版, 2001.6
- 『文化財学の課題 和紙文化の継承』編. 勉誠出版, 2006.4
- 『博物館資料論 新訂』佐々木利和,本多俊和共編著. 放送大学教育振興会, 2008.9 
  - 『博物館資料論 改訂新版』佐々木利和共編著. 放送大学教育振興会, 2012.3
- 『文化財と古文書学 筆跡論』編. 勉誠出版, 2009.3
- 『古文書料紙論叢』編. 勉誠出版, 2017.6

## 論文
- 湯山賢一